# Dan Pagis
Dan Pagis (en hebreu: דן פגיס) (Rădăuţi, Romania, 16 d'octubre del 1930 – Jerusalem, Israel, 29 de juliol de 1986) fou un poeta israelià en llengua hebrea i professor de literatura hebrea medieval. És autor de vuit llibres de poesia i sis assajos.

## Biografia
Dan Pagis va néixer a Rădăuţi, en Bucovina, en Romania,en una família jueva de cultura alemanya. Quan tenia quatre anys va morir la seva mare i el pare, amb la intenció de preparar el trasllat de la família a Palestina, va deixar-lo a Europa amb els seus avis. Sobre la tràgica mort materna Dan Pagis va escriure molts anys després el poema Ein Leben ("A través del vidre un núvol vespral del 1934 / mira dintre seu..."). El pare va tornar temporalment l'any 1939, però declinà emportar-se el nen a Tel-Aviv, segons explicà la seva esposa Ada Pagis en una biografia, perquè els avis creien que Rădăuţi era un lloc més segur que l'Orient Mitjà i perquè ningú creia aleshores que un home sol pogués educar un nen. L'esperança familiar era que un cop madurés marxés als EUA on vivia el seu oncle.
La seva educació, però, fou brutalment interrompuda per la guerra. Dan Pagis, encara un nen, fou internat en un camp de concentració a Ucraïna d'on aconseguí escapar viu l'any 1944 i dos anys més tard arribà a Palestina on, un cop més va ser rebutjat pel seu pare. Decidí aleshores anar a treballar de mestre d'escola en el quibuts Merhavia sota la promesa que s'hi quedaria només fins a haver après una mica d'hebreu. Després es graduà a la Universitat Hebrea de Jerusalem on més tard seria professor de literatura hebrea medieval. El seu primer llibre de poesia Sheon ha-Tsel (El rellotge de sol) aparegué l'any 1959. Va morir de càncer el 29 de juliol de 1986.

### Obra

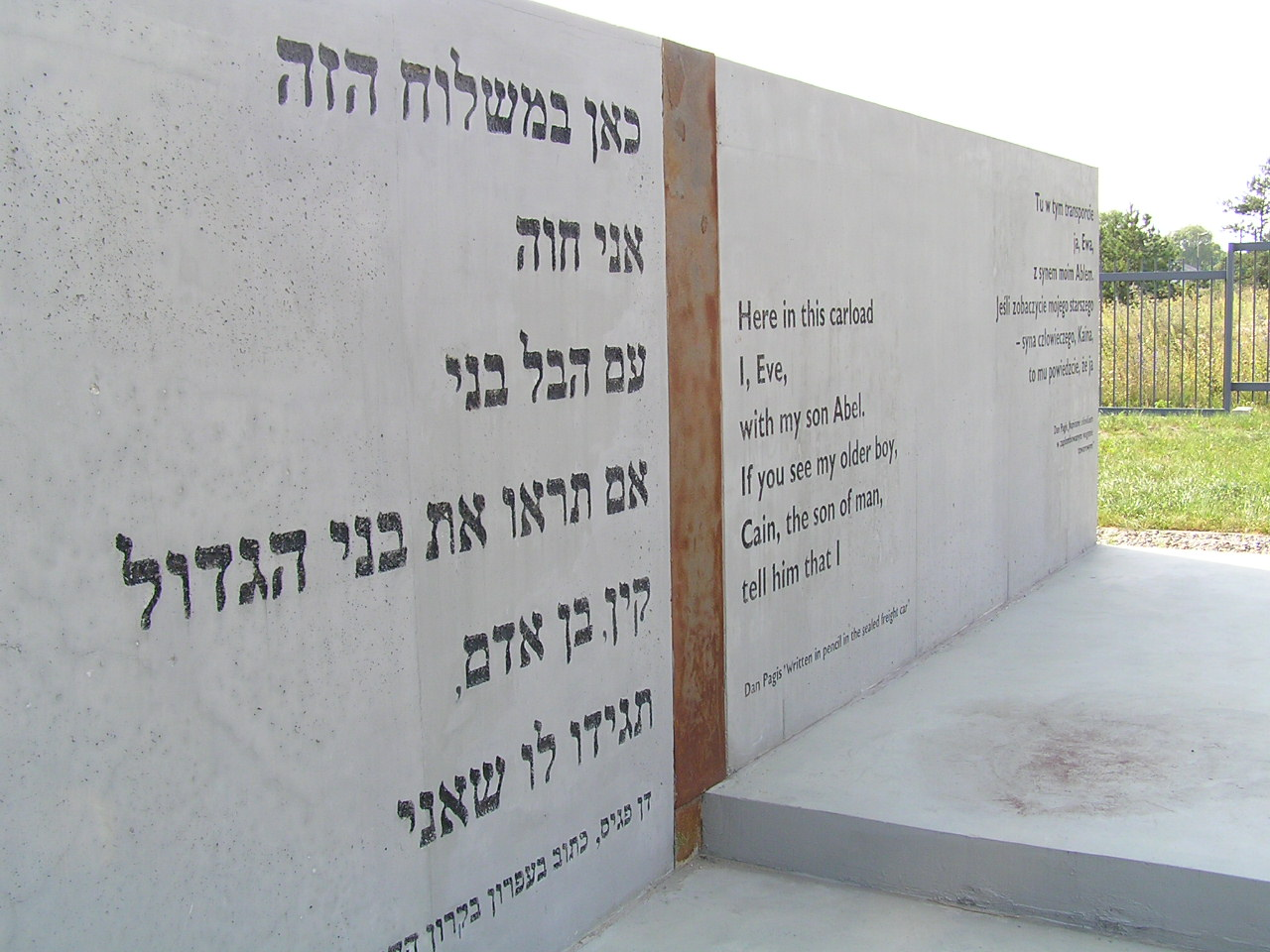
El poema de Dan Pagis Escrit amb llapis al vagó segellat en hebreu, anglès i polonès al monument del camp d'extermini de Belzec.

Nascut en el que fou una àrea multi-cultural de l'antic imperi austrohongarès, lloc de naixement també de Paul Celan, l'hebreu no era pas la llengua materna de Pagis. Precisament, Pagis va escriure sobre el fet de parlar diferents llengües des de ben petit en un dels seus poemes més famosos, La Torre, on dona a entendre que la multiplicitat de llengües prevé contra la totalitat (grapejats records / ... barrejats en el tumult d'estranyes llengües sense tenir jo un traductor, inacabats).
El crític Robert Alter en l'article Dan Pagis i la poesia del desplaçament assegura que Pagis "possiblement no hagués après mai l'hebreu, ni hagués tingut cap connexió important amb Israel o l'herència cultural jueva de no haver estat expulsat d'Europa per l'horrorós espasme de violencia històrica del nazisme, i llençat, aleshores, a falta de cap altra opció de refugi, a l'Orient Mitjà." Alter qualifica la determinació de Pagis per escriure en hebreu com "no només un acte desitjat d'adaptació sinó també la manifestació d'una necessitat psicològica per buscar l'expressió en un mitjà que era en ell mateix un desplaçament radical de la seva llengua materna." 
Tot i això sembla que l'alemany romangué sempre la llengua interior de Pagis. Anna Birkenhauer, al seu assaig Dan Pagis Übersetzen (Traduir Dan Pagis) diu: "mentres treballava en la traducció, de vegades tenia la impressió d'estar posant de nou algunes parts del poema en la llengua en la qual havien estat concebudes."
El seu poema més cèlebre, Escrit amb llapis al vagó segellat, es troba gravat en el monument a les víctimes del camp d'extermini de Belzec a Polònia:
Escrit amb llapis al vagó segellat:

aquí en aquest atapeït vagó

jo sóc eva

amb el meu fill abel

si veieu el meu altre fill

caïm fill d'home

digueu-li que jo

## Poesies
- L'ombra lliure (Sifriat Poalim, 1959 Shaon Ha-Tzel)
- Lliure al tard (Sifriat Poalim, 1964 Sheut Meuheret)
- Transformació (Massada/Hebrew Writers Association, 1970 Gilgul)
- Cervell (Hakibbutz Hameuchad, 1975 Moah)
- Doble Exposició (Hakibbutz Hameuchad, 1982 Milim Nirdafot)
- Dotze cares (Hakibbutz Hameuchad, 1984 Shneim Asar Panim)
- Darrers Poemes (Hakibbutz Hameuchad, 1987 Shirim Aharonim)
- Poemes seleccionats (Hakibbutz Hameuchad/Bialik Institute, 1991 Col Ha-Shirim)